# Liste der Handschriften der Reichenauer Malschule
Diese Liste der Handschriften der Reichenauer Malschule gibt eine Übersicht über jene illuminierten Handschriften des 9. bis 11. Jahrhunderts, die der Reichenauer Malschule zugerechnet werden. Viele von ihnen gelten aufgrund ihrer hochwertigen Ausstattung als wichtigste Vertreter der ottonischen Buchmalerei; zehn von ihnen wurden deshalb von der UNESCO exemplarisch in die Liste des Weltdokumentenerbes aufgenommen.

## Aufnahmekriterien
Die Entstehung bzw. Ausmalung der Handschriften im Kloster Reichenau ist nur in den wenigsten Fällen direkt belegt; die Angaben in der Forschung, wie viele und welche Handschriften auf der Reichenau entstanden sind, schwanken daher. Auch die Datierung ist in vielen Fällen umstritten. Die Analyse von Bild (Stilkritik) und Schrift (Paläographie) kann zu unterschiedlichen Befunden hinsichtlich Ort und Zeit der Entstehung führen.
In die untenstehende Tabelle sind alle Handschriften aufgenommen, die von Walter Berschin und Ulrich Kuder der Reichenauer Malschule zugerechnet werden. Diese Liste ist umfangreicher als andere Zusammenstellungen dieser Art und umfasst auch Handschriften, deren Entstehungsort umstritten ist oder die in der Forschung sonst wenig beachtet werden.

## Tabelle
Die sortierbare Tabelle erfasst den heutigen Aufbewahrungsort (Ort, Archiv/Bibliothek, Signatur), den Inhalt (in Klammern ggf. der Eigenname des Codex) und knappe Anmerkungen, die Lokalisierung und Datierung (beides teils getrennt nach Schriftheimat und Ort der Ausstattung) sowie, soweit bekannt, Links auf online verfügbare Digitalisate. Die Angaben zu Datierung und Lokalisierung folgen den Angaben von Berschin und Kuder, soweit nichts anderes angegeben ist; die Nummerierung (erste Spalte) bezieht sich ebenfalls auf diese Darstellung, die Nachträge werden dazu fortlaufend gezählt.
| Nr. | Ort, Bibliothek, Signatur | Inhalt (ggf. Eigenname des Codex); Anmerkungen | Datierung                                                   | Lokalisierung                                         | Digitalisat (URN oder Link)                                                  |
| --- | --- | --- | ----------------------------------------------------------- | ----------------------------------------------------- | ---------------------------------------------------------------------------- |
| 28  | Bamberg, Staatsbibliothek, Msc.Bibl.22                                                                                       | Biblisches Buch mit Glossen („Bamberger Daniel-Kommentar“); seit 2003 Teil des Weltdokumentenerbe in Deutschland.                                   | um 1000 (Ergänzungen in Bamberg im frühen 11. Jahrhundert)  | Reichenau                                             | urn:nbn:de:bvb:22-dtl-0000087146 urn:nbn:de:bvb:12-bsb00140663-7             |
| 34  | Bamberg, Staatsbibliothek, Msc.Bibl.140                                                                                      | Biblisches Buch (Offenbarung des Johannes) und Evangelistar („Bamberger Apokalypse“); Weltdokumentenerbe.                                           | um 1020 (umstritten)                                        | Konstanz (?) (Text) und Reichenau (Ausstattung)       | urn:nbn:de:bvb:22-dtl-0000087130 urn:nbn:de:bvb:12-sbb00000063-2             |
| 24  | Berlin, Staatsbibliothek, theol. lat. fol. 34                                                                                | Epistolar („Berliner Epistolar“); eng verwandt mit dem Codex Egberti.                                                                               | um 980                                                      | Trier (Schrift) und Reichenau (Ausstattung)           | kein Digitalisat bekannt                                                     |
| 23  | Trier, Stadtbibliothek, Ms. 24                                                                                               | Evangelistar („Codex Egberti“); Weltdokumentenerbe. Enthält Selbstnennung der Maler Keralt und Heribert.                                            | 977/993                                                     | Trier (Schrift) und Reichenau (Ausstattung)           | kein Digitalisat bekannt                                                     |
| 18  | Cividale del Friuli, Museo Archeologico Nazionale, Cod. 136                                                                  | Biblisches Buch („Egbert-Psalter“); Weltdokumentenerbe.                                                                                             | 977/993                                                     | Reichenau?                                            | Digitalisat                                                                  |
| 7   | Cambridge, Fitzwilliam Museum, Ms McClean 30                                                                                 | Epistolar. | um 970                                                      | Reichenau (und St. Gallen?)                           | Digitalisat (unvollständig)                                                  |
| 31  | München, Bayerische Staatsbibliothek, Clm 4453                                                                               | Evangeliar („Evangeliar Ottos III.“); Weltdokumentenerbe.                                                                                           | um 1005                                                     | Reichenau                                             | urn:nbn:de:bvb:12-bsb00096593-3                                              |
| 33  | München, Bayerische Staatsbibliothek, Clm 4454                                                                               | Evangeliar (Evangeliar aus dem Bamberger Dom); Weltdokumentenerbe.                                                                                  | um 1010 (umstritten)                                        | Reichenau                                             | urn:nbn:de:bvb:12-bsb00004502-1                                              |
| 20  | Paris, Bibliothèque nationale de France, lat. 10514                                                                          | Evangelistar („Poussay-Evangelistar“); Weltdokumentenerbe.                                                                                          | um 980                                                      | Reichenau                                             | https://gallica.bnf.fr/ark:/12148/btv1b525209799                             |
| 5   | Darmstadt, Universitäts- und Landesbibliothek, Hs. 1948                                                                      | Evangelistar („Gero-Codex“); Weltdokumentenerbe. | vor 969 (umstritten)                                        | Reichenau                                             | urn:nbn:de:tuda-tudigit-28566                                                |
| 25  | Karlsruhe, Badische Landesbibliothek, Cod. Aug. perg. 205                                                                    | Abt Witigowo anlässlich seines Abtjubiläums gewidmete „Festschrift“ mit einer Biographie des Abtes in Form eines Dialoggedichts (Gesta Witigowonis) | 995; Nachtrag 996                                           | Reichenau (?)                                         | Digitalisat                                                                  |
| 41  | Hildesheim, Dombibliothek, 688                                                                                               | Kollektar („Hildesheimer Orationale“) | um 1025                                                     | Reichenau                                             | kein Digitalisat bekannt                                                     |
| 36  | Köln, Erzbischöflichen Diözesan- und Dombibliothek, Cod. 12                                                                  | Evangeliar („Hillinus-Codex“). Selbstnennung der Schreiber Burchard und Konrad.                                                                     | um 1025 (umstritten)                                        | Köln (Herstellung); Seeon und Reichenau (Schrift)     | urn:nbn:de:hbz:kn28-3-1704                                                   |
| 26  | Aachen, Domschatzkammer, Inv.-Nr. G 25                                                                                       | Evangeliar („Liuthar-Evangeliar“). Weltdokumentenerbe. Namengebend für die Liuthar-Gruppe.                                                          | um 990/1000 (?)                                             | Reichenau                                             | kein Digitalisat bekannt                                                     |
| 17  | Paris, Bibliothèque de l’Arsenal, 610                                                                                        | Missale („Wormser Missale“, früher „Wormser Sakramentar“)                                                                                           | um 980                                                      | Reichenau                                             | https://gallica.bnf.fr/ark:/12148/btv1b550063897                             |
| 12  | Heidelberg, Universitätsbibliothek, Sal. IX b                                                                                | Sakramentar („Petershausener Sakramentar“) | um 980 (Nachträge des 12. und 13. Jahrhunderts)             | Reichenau                                             | urn:nbn:de:bsz:16-diglit-6044                                                |
| 32  | München, Bayerische Staatsbibliothek, Clm 4452                                                                               | Evangelistar („Perikopenbuch Heinrichs II.“); Weltdokumentenerbe.                                                                                   | um 1007/um 1012                                             | Reichenau                                             | urn:nbn:de:bvb:12-bsb00087481-7                                              |
| 6   | Leipzig, Universitätsbibliothek Leipzig, Rep. I 57 (Dauerleihgabe der Stadtbibliothek Leipzig; dortige Altsignatur: Ms. CXC) | Evangelistar (Leipziger „Reichenauer Evangelistar“)                                                                                                 | um 970                                                      | Reichenau                                             | kein Digitalisat bekannt                                                     |
| 39  | Wolfenbüttel, Herzog August Bibliothek, Cod. Guelf. 84.5 Aug. 2°                                                             | Evangelistar „Reichenauer Perikopenbuch“ | um 1025                                                     | Reichenau                                             | Digitalisat                                                                  |
| 1   | Wien, Österreichische Nationalbibliothek, Cod. 1815                                                                          | Sakramentar; Nachträge, u. a. Reichenauer Beichte                                                                                                   | um 850; Nachträge des 10. Jahrhunderts                      | Reichenau (und/oder Sankt Gallen?)                    | urn:nbn:de:bsz:16-diglit-74735                                               |
| 2   | Vatikan, Biblioteca Apostolica Vaticana, Reg. lat. 438                                                                       | Martyrologium | 3. Drittel 9. Jahrhundert                                   | Reichenau                                             | Digitalisat (mit Verunzierungen)                                             |
| 3   | Bern, Burgerbibliothek, 264                                                                                                  | Prudentius | um 900                                                      | Reichenau                                             | doi:10.5076/e-codices-bbb-0264                                               |
| 4   | Karlsruhe, Badische Landesbibliothek, Cod. Aug. perg. 16                                                                     | Homiliar | 1. Hälfte 10. Jahrhundert (mit späteren Ergänzugnen)        | Reichenau                                             | urn:nbn:de:bsz:31-6697                                                       |
| 8   | Los Angeles, J. Paul Getty Museum, Ms. 16                                                                                    | Evangelistar | um 970                                                      | Reichenau (und/oder Sankt Gallen?)                    | https://www.getty.edu/art/collection/object/103RWB (einzelne Bilder)         |
| 9   | Rom, Biblioteca Angelica, Fondo Antico 1452                                                                                  | Evangelistar | um 970                                                      | Reichenau                                             |                                                                              |
| 10  | Karlsruhe, Badische Landesbibliothek, Cod. Aug. perg. 37                                                                     | Homiliar | um 970                                                      | Reichenau                                             | urn:nbn:de:bsz:31-6715                                                       |
| 11  | Karlsruhe, Badische Landesbibliothek, Cod. Aug. perg. 84                                                                     | Hagiographische Texte und Berichte zu den im Kloster Reichenau aufbewahrten Reliquien                                                               | um 980                                                      | Reichenau                                             | urn:nbn:de:bsz:31-11817                                                      |
| 13  | Sankt Paul im Lavanttal, Stiftsbibliothek, 20/1                                                                              | Sakramentar | um 980                                                      | Reichenau                                             |                                                                              |
| 14  | Florenz, Biblioteca Nazionale Centrale, Banco Rari 231                                                                       | Sakramentar | 980/983                                                     | Reichenau                                             |                                                                              |
| 15  | Solothurn, Römisch-katholische Kirchengemeinde, U 1                                                                          | Hornbacher Sakramentar | 972/993                                                     | Reichenau                                             |                                                                              |
| 16  | Leiden, Universitätsbibliothek, PER F 17                                                                                     | Biblisches Buch (Makkabäer); zusammengebunden mit einer spätmittelalterlichen Sammelhandschrift                                                     | um 980 (Teil 1)                                             | Reichenau (Teil 1)                                    | http://hdl.handle.net/1887.1/item:850585                                     |
| 19  | Lüttich, Musée Grand Curtius (früher: Musée d’Art religieux), Inv. nr. 735                                                   | Evangelistar | um 980                                                      | Teilweise Reichenau (Initialen und Teile der Schrift) | kein Faksimile bekannt                                                       |
| 21  | London, British Library, MS Add. 20692                                                                                       | Evangelistar | um 980                                                      | Reichenau                                             |                                                                              |
| 22  | Mainz, Dom- und Diözesanmuseum, Inv. nr. 259                                                                                 | Epistolar | um 980                                                      | Reichenau                                             |                                                                              |
| 27  | Bamberg, Staatsbibliothek, Msc.Bibl.76                                                                                       | Biblisches Buch mit Glosse („Isaias glossatus“) | um 1000                                                     | Reichenau                                             | urn:nbn:de:bvb:22-msc.bibl.76-4 urn:nbn:de:bvb:12-bsb00140677-4              |
| 29  | Bamberg, Staatsbibliothek, Msc.Class.79                                                                                      | Flavius Iosephus, De bello Iudaico | um 1000                                                     | Reichenau                                             | urn:nbn:de:bvb:12-sbb00000115-2 urn:nbn:de:bvb:12-bsb00140763-2              |
| 30  | Bamberg, Staatsbibliothek, Msc.Lit.5                                                                                         | Tropar/Sequentiar | 1001                                                        | Reichenau                                             | urn:nbn:de:bvb:12-sbb00000127-8 urn:nbn:de:bvb:12-bsb00140775-8              |
| 35  | Köln, Dombibliothek, 218 | Evangeliar | um 1020                                                     | Reichenau                                             |                                                                              |
| 37  | Augsburg, Diözesanmuseum, DMA 1003                                                                                           | Evangelistar | um 1025                                                     | Reichenau                                             |                                                                              |
| 38  | Nürnberg, Stadtbibliothek, Cent. IV 4                                                                                        | Evangeliar | um 1025                                                     | Reichenau                                             |                                                                              |
| 40  | München, Bayerische Staatsbibliothek, Clm 23338                                                                              | Evangelistar (Münchener „Reichenauer Perikopenbuch“)                                                                                                | um 1025                                                     | Reichenau                                             | urn:nbn:de:bvb:12-bsb00095112-3                                              |
| 42  | Erlangen, Universitätsbibliothek, 12                                                                                         | Evangeliar | um 1025                                                     | Reichenau                                             |                                                                              |
| 43  | Wien, Österreichische Nationalbibliothek, 573                                                                                | Berno von Reichenau, Ulrichsvita | 1019/1031                                                   | Reichenau                                             |                                                                              |
| 44  | Reichenau, Münsterschatzkammer, [keine Signatur]                                                                             | Fragment (Doppelblatt mit einer Miniatur: Darstellung des Herrn)                                                                                    | um 1030                                                     | Reichenau                                             |                                                                              |
| 45  | Paris, Bibliotheque nationale de France, lat. 18005                                                                          | Sakramentar (früher „Sakramentar von Verdun“) | um 1030                                                     | Reichenau                                             | https://gallica.bnf.fr/ark:/12148/btv1b84324746                              |
| 47  | Cleveland, Museum of Art, lnv. nr. 52. 88                                                                                    | Berno von Reichenau, Prologus in Tonarium | 1021/1036                                                   | Reichenau                                             |                                                                              |
| 48  | Bologna, Biblioteca Universitaria, 1084                                                                                      | Sakramentar | um 1030                                                     | Reichenau                                             |                                                                              |
| 49  | Darmstadt, Hessisches Landesmuseum, AE 323                                                                                   | Fragment (Einzelblatt mit Miniatur: Die Frauen am Grabe)                                                                                            | um 1030                                                     | Reichenau                                             |                                                                              |
| 50  | Oxford, Bodleian Library, Canon. liturg. 319                                                                                 | Sakramentar | um 1030                                                     | Reichenau                                             |                                                                              |
| 51  | Zürich, Zentralbibliothek, Rh. 71                                                                                            | Sakramentar | um 1040                                                     | Reichenau                                             |                                                                              |
| 52  | Zürich, Zentralbibliothek, Rh. 75                                                                                            | Sakramentar | um 1040                                                     | Reichenau                                             |                                                                              |
| 53  | Brescia, Biblioteca Queriniana, MS.F.II.1                                                                                    | Evangelistar | um 1050                                                     | Reichenau                                             |                                                                              |
| 54  | Utrecht, Museum Catharijneconvent, 1503                                                                                      | Evangelistar („Bernulphus-Codex“) | um 1050                                                     | Reichenau                                             |                                                                              |
| 55  | Paris, Bibliothèque nationale de France, Smith-Lesouëf 3                                                                     | Sakramentar | nach 1054                                                   | Reichenau                                             |                                                                              |
| 56  | Berlin, Staatliche Museen, Kupferstichkabinett, 78 A 2                                                                       | Evangelistar (Berliner „Reichenauer Evangelistar“)                                                                                                  | um 1050/1070                                                | Reichenau                                             |                                                                              |
| 57  | Baltimore, Walters Art Museum, Ms. 7                                                                                         | Evangeliar | um 1050/1070                                                | Reichenau                                             |                                                                              |
| 58  | Würzburg, Universitätsbibliothek, M.p.th.q.5                                                                                 | Epistolar | um 1050/1070                                                | Reichenau                                             |                                                                              |
| 59  | Sankt Gallen, Stiftsbibliothek, ms. Zürich c 12 (Dauerleihgabe der Zentralbibliothek Zürich)                                 | Biblisches Buch: Psalter. Korrekturen durch Reginbert von der Reichenau                                                                             | um 825                                                      | Reichenau                                             | doi:10.5076/e-codices-zbz-C0012                                              |
| 60  | Zürich, Zentralbibliothek, Rh. 34                                                                                            | Biblisches Buch: Psalter | um 825                                                      | Reichenau                                             |                                                                              |
| 61  | Sankt Gallen, Stiftsbibliothek, Cod. Sang. 367                                                                               | Evangelistar | um 830                                                      | Reichenau                                             | doi:10.5076/e-codices-csg-0367                                               |
| 62  | Stuttgart, Württembergische Landesbibliothek, Don. 191                                                                       | Sakramentar | um 860                                                      | Reichenau                                             | urn:nbn:de:bsz:24-digibib-bsz3397331951                                      |
| 63  | Oxford, Bodleian Library, Auct. D. i. 20                                                                                     | Sakramentar | um 870                                                      | Reichenau                                             |                                                                              |
| 64  | Mainz, Martinus-Bibliothek, 1                                                                                                | Sakramentar („Sakramentar aus St. Alban“) | um 900; um 970 erweitert                                    | Reichenau                                             |                                                                              |
| 65  | Stuttgart, Württembergische Landesbibliothek, HB VII 62                                                                      | Kanones-Sammlung des 9. Jahrhunderts (Quadripartitus)                                                                                               | um 900                                                      | Reichenau                                             | urn:nbn:de:bsz:24-digibib-bsz3669707551                                      |
| 66  | Weimar, Herzogin-Anna-Amalia-Bibliothek, 2° 1                                                                                | Evangeliar (nur Markus- und Matthäus-Evangelium; der erste Teil der Handschrift heute München, Bayerische Staatsbibliothek, Clm 11019)              | um 900                                                      | Reichenau                                             | urn:nbn:de:gbv:32-1-10025920667                                              |
| 66  | München, Bayerische Staatsbibliothek, Clm 11019                                                                              | Evangeliar (nur Lukas- und Johannes-Evangelium; der zweite Teil der Handschrift heute Weimar, Herzogin-Anna-Amalia-Bibliothek, 2° 1)                | um 900                                                      | Reichenau                                             | urn:nbn:de:bvb:12-bsb00047278-9                                              |
| 67  | Luxemburg, Großherzogliches Palais, s.n.                                                                                     | Evangelistar (keine Miniaturen, aber Flechtband-Initialen)                                                                                          | um 970                                                      | Reichenau                                             |                                                                              |
| 68  | Krakau, Jagiellonische Bibliothek, Ms. Berol. Theol. Lat. Qu. 11 (zuvor: Berlin, Staatsbibliothek, theol. lat. 4° 11)        | Tropar/Sequentiar. Enthält eine Darstellung von Notker Balbulus.                                                                                    | 1024–1036                                                   | umstritten (Reichenau? Sankt Gallen?)                 | doi:10.5076/e-codices-bj-Berol-Theol-Lat-Qu-0011 Digitalisat (pdf)           |
| 69  | Los Angeles, J. Paul Getty Museum, Ms. 125                                                                                   | Evangelistar („Liller Evangelistar“) | um 1030–1050 (Schrift) bzw. nach 1053 (Bilder) (umstritten) | Reichenau (?)                                         | https://www.getty.edu/art/collection/object/10P3TC (sechs der 15 Miniaturen) |